# Hemigrammocypris
Hemigrammocypris is een geslacht van straalvinnige vissen uit de familie van karpers (Cyprinidae).